# Ausschließliches Recht
Unter einem ausschließlichen Recht versteht man im deutschen Recht ein Nutzungsrecht mit der Wirkung, andere von dieser Nutzung auszuschließen. 

## Immaterialgüterrecht
Im Gewerblichen Rechtsschutz steht dem Inhaber eines Urheber-, Marken- oder Patentrechts kraft Gesetzes die ausschließliche Nutzung des Werks, der Marke oder des Patents zu (Ausschließlichkeitsrecht). Der Inhaber kann jedoch Dritten vertraglich ein Nutzungsrecht einräumen, um diesen die kommerzielle Verwertung des Werks oder der Marke zu ermöglichen (§ 31 Abs. 3 Urheberrechtsgesetz, § 14, § 15 Markengesetz).
Das einfache Nutzungsrecht berechtigt den Dritten, das Werk auf die erlaubte Art zu nutzen, ohne dass eine Nutzung durch andere ausgeschlossen ist. Ein Beispiel sind bestimmte Lizenzen von Creative Commons, bei denen auf das Urheberrecht weitestgehend verzichtet wird. 
Ein ausschließliches Nutzungsrecht erlaubt, das Werk unter Ausschluss aller anderen Personen auf die vereinbarte Art zu nutzen und weitere Nutzungsrechte daran einzuräumen (Exklusivrecht). Es stellt ein absolutes Recht an einem quasi-dinglichen Recht dar.

## Weitere Rechtsgebiete
Eine eigene Legaldefinition des „ausschließlichen Rechts“ enthält Art. 2 lit. f der Verordnung (EG) Nr. 1370/2007. Ein „ausschließliches Recht“ ist danach ein Recht, das einen Betreiber eines öffentlichen Dienstes berechtigt, bestimmte öffentliche Personenverkehrsdienste auf einer bestimmten Strecke oder in einem bestimmten Streckennetz oder Gebiet unter Ausschluss aller anderen solchen Betreiber zu erbringen. Nach § 8a Abs. 8 PBefG kann die zuständige Behörde in einem öffentlichen Dienstleistungsauftrag insoweit ein ausschließliches Recht zur Personenbeförderung gewähren.
Das ausschließliche Recht zum Aufsuchen, Gewinnen und Erwerb bergfreier Bodenschätze gewährt eine entsprechende Bewilligung gem. § 8 BBergG.